# .22 Savage Hi-Power

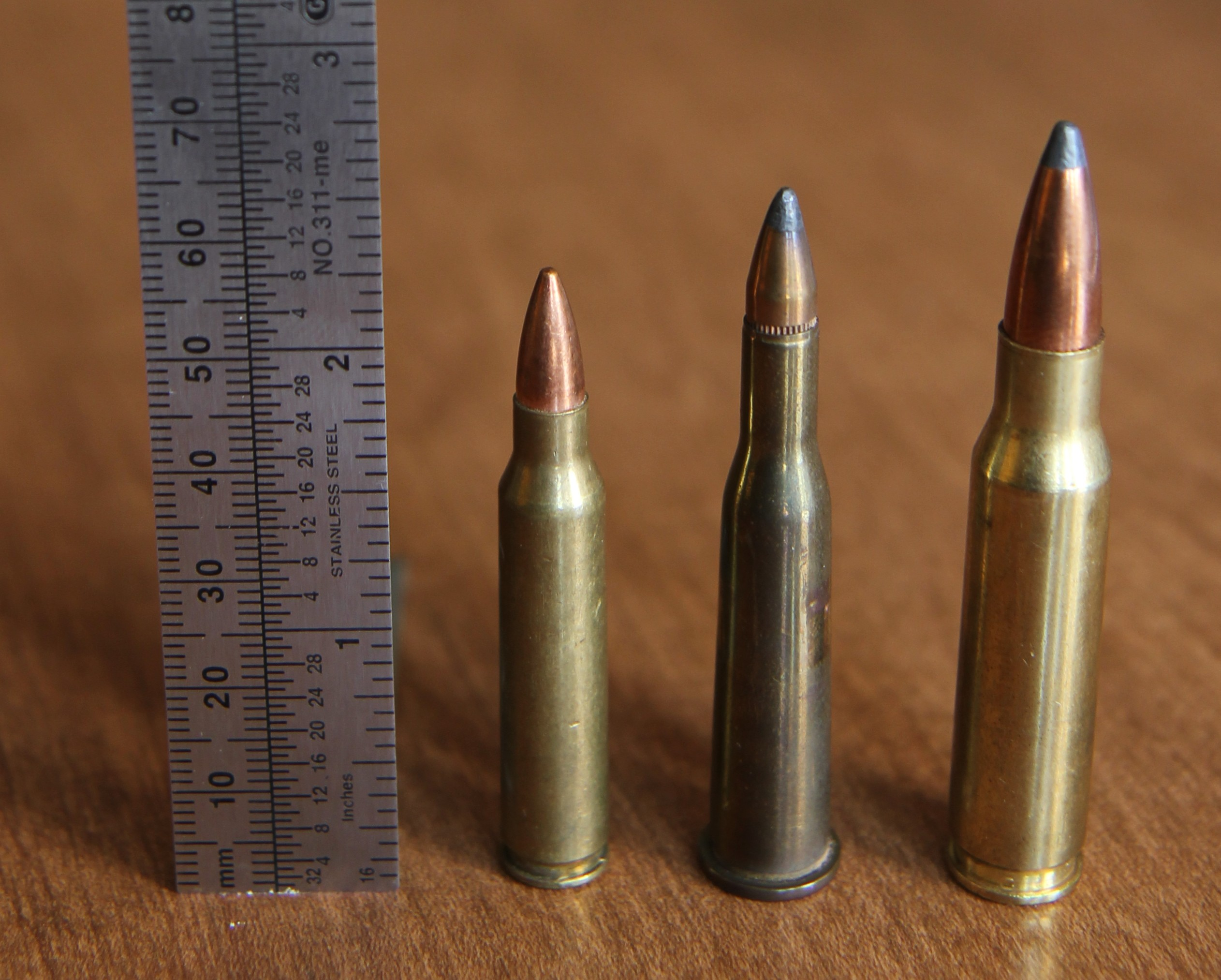
Um cartucho .22 Savage Hi-Power (centro) ao lado de um .223 Rem (esq.) e um .308 Win (dir.)

O .22 Savage Hi-Power (também conhecido como 5.6×52mmR) é um cartucho de fogo central para rifle criado por Charles Newton e introduzido pela Savage Arms em 1912. Ele foi projetado para ser usado no rifle Savage Model 99 por ação de alavanca sem cão. É baseado no cartucho .25-35 Winchester com o "pescoço" reduzido para aceitar balas de diâmetro de 0,227 / 0,228 polegadas. Seu carregamento original era uma bala de ponta macia de 70 grãos com uma velocidade de cerca de 2.790 pés por segundo.